# Sellingen
Sellingen (52° 57′ N, 7° 09′ L) é uma cidade dos Países Baixos, na província de Groninga. Sellingen pertence ao município de Westerwolde, e está situada a 25 km, a nordeste de Emmen.
Em 2001, a cidade de Sellingen tinha 837 habitantes. A área urbana da cidade é de 0.35 km², e tem 359 residências.
A área de Sellingen, que também inclui as partes periféricas da cidade, bem como a zona rural circundante, tem uma população estimada em 1400 habitantes.